# Raecius jocquei
Espèce
Raecius jocquei est une espèce d'araignées aranéomorphes de la famille des Udubidae.

## Distribution
Cette espèce est endémique de Côte d'Ivoire. Elle se rencontre vers Appouasso dans la forêt de la Bossematie.

## Description
Le mâle holotype mesure 6,76 mm et la femelle paratype 9,23 mm.

## Étymologie
Cette espèce est nommée en l'honneur de Rudy Jocqué.

## Publication originale
- Griswold, 2002 : A revision of the African spider genus Raecius Simon, 1892 (Araneae, Zorocratidae). Proceedings of the California Academy of Sciences, vol. 53, no 10, p. 117-149 (texte intégral).